# عبدالرزاق الصوصاع
عبدالرزاق الصوصاع (عربی: عبد الرزاق الصوصاع ؛ ۳ فوریهٔ ۱۹۳۳ – ۱۰ مارس ۲۰۱۶) سیاست‌مدار اهل لیبی بود. وی از سال ۱۹۹۰ تا ۱۹۹۲ رییس دولت لیبی بوده است.